# Scone (Escocia)
Scone (en escocés: Scuin, en gaélico escocés: Sgàin) es un pueblo del concejo de Perth and Kinross en Escocia, Reino Unido.

## Historia

### Orígenes escotos: La Piedra de Scone
A mediados del siglo IX, Kenneth MacAlpin se proclamó rey de los escotos, y durante los años siguientes logró expandir sus posesiones hacia el sur, venciendo a los pictos en diversas batallas. Así, hacia el año 835 conquistó el reino picto de Scone, unificando así los territorios de Escocia al norte del río Forth. Hecho esto, Kenneth I trasladó la capital de su reino a Scone, donde ya existía probablemente una iglesia cristiana, trayendo consigo, según dice la leyenda, la "Piedra del Destino" o "Piedra de Scone", sobre la que se coronaban los reyes escoto, y que se convertiría desde entonces en la piedra sobre la que se coronaron los reyes de Escocia y, desde el siglo XIV, también los ingleses.

### La Edad Media: La Abadía de Scone
A raíz del traslado de la Piedra del Destino a Scone, ésta se convirtió en la capital efectiva de Escocia, compartiendo importancia con la cercana ciudad de Perth. A comienzos del siglo XII (entre 1114 y 1122 se construyó en Scone un Priorato por orden del rey Alejandro I de Escocia, que en 1163 fue destruido por un incendio. Tras la reconstrucción, entre 1163 y 1164, el priorato fue elevado a la categoría de Abadía, y en ella se llevaron a cabo las coronaciones reales desde entonces.
A finales del siglo XIII, concretamente en 1296, Perth y Scone fueron invadidos y saqueados por el rey inglés Eduardo I de Inglaterra, quien trasladó la Piedra del Destino a la Abadía de Westminster, en Londres, donde siguió siendo empleada en las coronaciones de los reyes británicos y escoceses. Con esta expropiación, y con el traslado de la capital de Escocia a Edimburgo en 1473, tras el asesinato del rey Jaime I de Escocia, Scone perdió su importancia en la historia política escocesa.

### La Edad Moderna: El Palacio de Scone
Tras la Reforma religiosa iniciada en Escocia por John Knox en el siglo XVI, las Abadías fueron disueltas, entre ellas la Abadía de Scone, que fue atacada y destruida por los reformistas en 1559. Posteriormente, fue transformada en un señorío seglar, propiedad del Conde de Gowrie primero, más tarde del Vizconde de Stormont y por último de los Condes de Mansfield, quienes siguen siendo sus ocupantes actualmente.
La Abadía de Scone, totalmente destruida, fue entonces sustituida por el Palacio de Scone, el cual a su vez fue totalmente reconstruido a principios del siglo XIX en un estilo neogótico empleando piedra arenisca. El Palacio alberga también importantes colecciones de porcelana, muebles y joyas.

### Scone en la actualidad
La construcción del nuevo Palacio de Scone supuso destruir una buena parte del antiguo casco urbano, y trasladar a sus habitantes a una nueva ubicación, en lo que se conoce como "El Nuevo Scone" (New Scone). Se encuentra situado a dos kilómetros al oeste de su antigua localización y a medio kilómetro de Perth (Escocia). En 1997 el nombre de New Scone fue simplificado al nombre primitivo de "Scone". En el censo de 2001, el pueblo contaba con 4.430 habitantes, un 88% de ellos de origen escocés, y estadísticamente más viejos que la media de la población de Escocia.
El lugar en el que se hallaba el primitivo Scone está ahora ocupado por el Palacio de Scone y sus jardines adyacentes, que constituyen el mayor atractivo turístico de la ciudad. El Palacio también conserva una réplica de la Piedra de Scone, en el lugar donde durante la Edad Media tenían lugar los actos de coronación.